# الدوري الألماني الشرقي 1985–86
الدوري الألماني الشرقي 1985–86 هو الموسم 39 من الدوري الألماني الشرقي. أقيم خلال الفترة 17 أغسطس 1985 وحتى 24 مايو 1986، وأشرف على تنظيمه الاتحاد الأوروبي لكرة القدم، وكان عدد الأندية المشاركة فيه 14، وفاز فيه دينامو برلين.